# Flintbeker Eibe

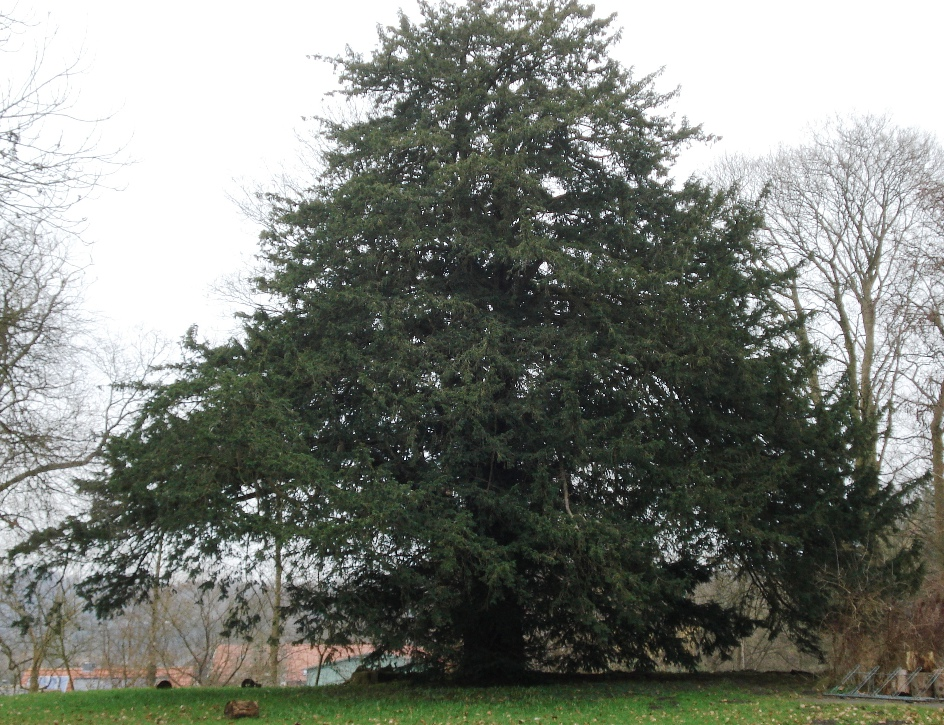
Die Flintbeker Eibe

Die Flintbeker Eibe ist eine 800 bis 1000 Jahre alte Europäische Eibe (Taxus baccata) nahe der Flintbeker Kirche in der Gemeinde Flintbek in Schleswig-Holstein. Es handelt sich um eines der markanten und alten Baumexemplare in Schleswig-Holstein (wahrscheinlich dort die älteste Eibe). 1935 wurde sie als Naturdenkmal eingetragen.
Die Eibe befindet sich etwa 70 Meter nördlich der Kirche. Sie hat einen Stammumfang von ca. 3,80 m (in 1 m Höhe gemessen), einen Stammdurchmesser von ca. 1,20 m und eine Höhe von ca. 11 m.
Das Alter der Eibe ist belegt, da sie bereits beim Bau der Flintbeker Kirche 1223 als „altes Exemplar“ erwähnt wurde.
Im Oktober 2019 wurde die Eibe als dritter Baum in die Liste der „Nationalerbe-Bäume“ aufgenommen.